# Julija Vsevolodovna Lermontova
Julija Vsevolodovna Lermontova (rusko Юлия Всеволодовна Лермонтова), ruska kemičarka, * 2. januar 1847 (21. december 1846, ruski koledar), Sankt Peterburg, † 16. december 1919, Petrograd.

## Življenje in delo
Njen oče, Vsevolod Nikolajevič Lermontov, general, direktor Moskovskega kadetskega korpusa, je bil drugi bratranec Mihaila Lermontova. Njena mati je bila Jelizaveta Andrejevna, rojena Kossikovska.
Osnovno izobrazbo je pridobila doma, kamor so k zasebnim učnim uram vabili najboljše učitelje kadetnice.
Leta 1869 je zaprosila za sprejem na Petrovsko kmetijsko akademijo, kamor ženske tedaj niso sprejemali. Potem ko so jo zavrnili, je skupaj s Kovalevskima odšla na študij v tujino, na Univerzo v Heidelbergu.
Tu so ji po velikih težavah dovolili, da je kot prostovoljka obiskovala predavanja na univerzi in delala v Bunsenovem kemijskem laboratoriju. Na Univerzi v Heidelbergu je na priporočilo Mendelejeva izvedla svojo prvo znanstveno raziskavo – kompleksno ločevanje redkih kovin, platinastih zlitin.
Leta 1871 se je preselila v Berlin, kjer je Sofja Kovalevska že delala pri Karlu Weierstrassu. Toda tukaj kljub blestečim priporočilom heidelberških znanstvenikov nista smeli obiskovati predavanj na Univerzi v Berlinu, niti delati v njenih laboratorijih. Lermontova je začela zasebno delati v laboratoriju Augusta von Hoffmanna, kjer je poslušala njegova predavanja iz organske kemije. Eno njenih najboljših del spada v berlinsko obdobje – O sestavi difenina (Über die Zusammensetzung des Diphenins), o katerem je poročal von Hoffmann na srečanju Nemškega kemijskega društva, in je bilo nato objavljeno (1872).
Leta 1874 je na Univerzi v Göttingenu prejela »doktorski naziv z najvišjo pohvalo« za svojo disertacijo O vprašanju metilenskih spojin (Zur Kenntniss der Methylenverbindungen). Po njeni vrnitvi v Moskvo je Mendelejev gostil gala večerjo na svojem domu, kjer je Lermontova srečala Aleksandra Butlerova, ki jo je povabil k delu v njegovem laboratoriju na peterburški univerzi. Leta 1878 je hkrati z Aleksandrom Eltekovom v laboratoriju Butlerova odkrila reakcijo alkilacije olefinov s halogenimi derivati maščobnega niza – ta reakcija je bila osnova za sintezo številnih sodobnih motornih goriv.
Od leta 1875 je bila Lermontova članica Ruskega kemijskega društva (RHO).
Leta 1878 je skupaj z Ivanom Sečenovom postala botra pri krstu hčerke Kovalevske Sofje (5. 10. 1878–1952).
Leta 1880 je Vladimir Markovnikov začel svoja slavna raziskovanja o kavkaški nafti. K temu delu mu je uspelo pritegniti Lermontovo. Ko se je končno naselila v Moskvi, se je Lermontova pridružila Ruskemu tehniškemu društvu, v čigar kemijski in tehniški skupini je dejavno delala do leta 1888.
Lermontova je prva dokazala prednost destilacije nafte s paro. Vendar je bila glavna tema njenega znanstvenega dela globoka razgradnja nafte. Lermontova je skupaj s kemikom-tehnologom Aleksandrom Letnim prvič v zgodovini kemijske znanosti opozorila na dejstvo, da daje premog plin za razsvetljavo, ki je po kakovosti slabši od plina naftnega izvora. Eksperimentalno je dokazano, da je nafta primernejša za pridobivanje plina za razsvetljavo kot premog. Znanstvene zasluge Lermontove vključujejo njeno delo, ki je imelo pomembno vlogo pri tehniki katalize. S svojimi raziskavami je bila prva kemičarka, ki je določila najboljše pogoje za razgradnjo nafte in naftnih derivatov, da bi pridobili največji izkoristek aromatskih ogljikovodikov. Raziskave, ki jih je izvedla, so vodile do prvih naftnih in plinskih obratov v Rusiji.
Od leta 1886, ko je zapustila kemijo, se je naselila na družinskem posestvu Semenkovo pri Moskvi in se energično lotila kmetijstva.